# Distretto di Andrušivka
Il distretto di Andrušivka (in ucraino Андрушівський район?, Andrušivs'kyj rajon) era un distretto dell'Ucraina, situato nell'oblast' di Žytomyr. Il suo capoluogo era Andrušivka. È stato soppresso in seguito alla riforma amministrativa del 2020.